# Kanton Calvi
Calvi is een kanton van het Franse departement Haute-Corse. Het kanton maakt deel uit van het arrondissement Calvi.

## Gemeenten
Het kanton Calvi omvatte tot 2014 de volgende gemeenten:
- Calvi (hoofdplaats)
- Lumio

Bij de herindeling van de kantons door het decreet van 26 februari 2014, met uitwerking op 22 maart 2015, werd het kanton uitgebreid tot volgende 14 gemeenten :
- Algajola
- Aregno
- Avapessa
- Calenzana
- Calvi
- Cateri
- Galeria
- Lavatoggio
- Lumio
- Manso
- Moncale
- Montegrosso
- Sant'Antonino
- Zilia